# 與你又過一天
《與你又過一天》是葉蒨文第十九張個人專輯，第十一張粵語專輯，於1993年6月16日由華納唱片發行。葉蒨文Sally在這一年發行了一張粵語唱片叫《與你又過一天》，與以往不同的是這一次出人意料的選擇了一首並不“大眾化”的歌曲《你今天要走》來作唱片主打，專門請來了日本最著名的小提琴家西屺崇子來伴奏曲中的小提琴部分。這首歌曲的演唱難度非常大，是屬於慢熱型，曲高和寡，品位之高，在流行樂中非常少見。 《亂世桃花》則是TVB的古裝武俠劇《九陰真經》的主題曲，快歌《走火入魔》展現了葉蒨文Sally高亢強勁的唱功實力，《永遠青春可愛》是當年可口可樂的廣告主題歌，此外值得一提的是特別邀來了甚少涉足音樂方面的周潤發一起合唱了一首《原來愛過以後》。

## 曲目
| 曲序     | 曲目                       |          | 作曲                                              | 编曲        | 备注                                                                         | 时长  |
| -------- | -------------------------- | -------- | ------------------------------------------------- | ----------- | ---------------------------------------------------------------------------- | ----- |
| 1.       | 與你又過一天               | 劉卓輝   | 伍思凱                                            | 蘇德華      | 第四主打 改編自黃小琥的歌曲《分不到你的愛》                                  | 4:42  |
| 2.       | 你今天要走                 | 林振強   | 熊美玲                                            | 鮑比達      | 第二主打 改編自張清芳的歌曲《雪下得太早》                                    | 5:40  |
| 3.       | 理想中的人                 | 潘源良   | 陳大力 陳秀男                                     | 鮑比達      | 國語版本為《明月心》 兩個版本編曲有別                                        | 3:59  |
| 4.       | 亂世桃花（林子祥合唱）     | 潘偉源   | 陳大力 陳秀男                                     | Ricky Ho    | 無線電視劇《射鵰英雄傳之九陰真經》主題曲 國語版本為《誰的心讓我停泊》        | 4:56  |
| 5.       | 走火入魔                   | 林振強   | L. A. Reid Babyface Daryl Simmons Whitney Houston | Terry Chan  | 第一主打 改編自Whitney Houston的歌曲《Queen of the Night》                   | 3:34  |
| 6.       | 女人的眼淚                 | 鄭淑妃   | 徐嘉良                                            | Belinda Foo | 第五主打                                                                     | 4:26  |
| 7.       | 今生不再為你等             | 潘源良   | 陳大力 陳秀男                                     | 鮑比達      | 國語版本為《因為寂寞》                                                       | 4:00  |
| 8.       | 我知我會後悔               | 周禮茂   | 陳耀川                                            | 蘇德華      | 國語版本為《我該微笑還是哭》                                                 | 4:24  |
| 9.       | 原來愛過以後（周潤發合唱） | 潘源良   | 畢曉世                                            | 杜自持      | 第三主打 改編自楊钰瑩和毛宁的歌曲《愛過以後》                                | 4:01  |
| 10.      | 枉費心思                   | 林振強   | 鄭華娟                                            | 蘇德華      | 改編自張清芳的歌曲《Men's Talk》                                             | 4:25  |
| 11.      | 永遠青春可愛               | 劉卓輝   | Terry Coffey Jon Nettlesbey                       | 鍾定一      | 1993可口可樂粵語版廣告歌曲 國語版本為《Always》 改編自Joey Diggs的《Always》 | 3:19  |
| 12.      | 與你又過一天（柔情版）     | 劉卓輝   | 伍思凱                                            | 蘇德華      |                                                                              | 4:13  |
| 总时长： | 总时长：                   | 总时长： | 总时长：                                          | 总时长：    | 总时长：                                                                     | 51:45 |

## 發行版本
- CD（紙套版）
- CD（無紙套版）
- 盒帶

## 音樂錄影帶
- 走火入魔
- 你今天要走

## 獎項
- 1993年度無線電視十大勁歌金曲頒獎典禮 - 最受歡迎女歌星
- 1993年度無線電視十大勁歌金曲頒獎典禮－十大金曲獎《你今天要走》
- 1993年度無線電視勁歌金曲第二季季選－得獎歌曲《你今天要走》
- 1993年度十大中文金曲頒獎音樂會－最佳女歌手
- 1993年度新城勁爆頒獎禮－新城勁爆女歌手銀獎
- 1993年度叱咤樂壇流行榜頒獎典禮－叱咤樂壇女歌手銅獎